# Неижко, Борис Фёдорович
Борис Фёдорович Неижко — советский хозяйственный, государственный и политический деятель, Герой Социалистического Труда.

## Биография
Родился в 1909 году в Кисляковской. Член КПСС.
С 1923 года — на хозяйственной, общественной и политической работе. В 1923—1956 гг. — ездовой, тракторист, комбайнёр, передовик-стахановец Кущёвской машинно-тракторной станции, участник Великой Отечественной войны, вновь комбайнёр Кущёвской МТС, в сцепе двух комбайнов «Сталинец-6» за 25 рабочих дней убрал 7716 центнера зерновых культур на комбайн, комбайнёр колхоза «Ударник» Кущёвского района Краснодарского края.
Указом Президиума Верховного Совета СССР от 13 июня 1952 года присвоено звание Героя Социалистического Труда с вручением ордена Ленина и золотой медали «Серп и Молот».
Умер в станице Кисляковской до 1985 года.